# هری کاردول
هری کاردول (انگلیسی: Harry Cardwell؛ زادهٔ ۲۸ اکتبر ۱۹۹۶) بازیکن فوتبال اهل بریتانیا است.
از باشگاه‌هایی که در آن بازی کرده‌است می‌توان به باشگاه فوتبال استوک‌پورت کانتی، باشگاه فوتبال چورلی، باشگاه فوتبال ردینگ، و باشگاه فوتبال گریمزبی تاون اشاره کرد.
وی همچنین در تیم‌های ملی فوتبال Scotland national under-19 football team، و Scotland national under-19 football team، بازی کرده‌است.